# 1-Octacosanol
El 1-octacosanol (también conocido como n-octacosanol, octacosil alcohol o alcohol octacosanólico) es una cadena lineal alifática de 28 átomos de carbono. Se trata de un alcohol primario graso que es común en las ceras epicuticulares de las plantas, incluidas las hojas de muchas especies de Eucalyptus, de la mayoría de los pastos de forraje y cereales, de Acacia, Trifolium, Pisum y muchos otros géneros de leguminosas, entre muchos otros, a veces como el principal constituyente de cera. El octacosanol también se produce en el germen de trigo.

## Química
El 1-octacosanol es insoluble en agua pero soluble en alcanos de bajo peso molecular y en cloroformo.

## Efectos biológicos
El 1-octacosanol es el componente principal en la mezcla de policosanol. El octacosanol ha sido objeto de estudio preliminar por su potencial beneficio para los pacientes con la enfermedad de Parkinson.  Los estudios también han encontrado que el octacosanol puede inhibir la producción de colesterol.